# Agrochemie
Agrochemie (také zemědělská chemie) je výzkumné a vývojové odvětví chemie, zabývající se používáním chemických látek v zemědělství. Je to vědní obor, který propojuje chemii s rostlinami, půdou, vodou a živými organismy, aby zemědělství bylo efektivnější. Zemědělská chemie pomáhá zvyšovat úrodnost půdy, zlepšovat výnosy a kvalitu plodin pomocí hnojiv a prostředků na ochranu rostlin. 
Současný pohled na agrochemii říká, že bez používání hnojiv a pesticidů by zemědělství nedokázalo vypěstovat dostatek potravin pro stále rostoucí světovou populaci.

## Výživa rostlin
Výživa rostlin je nauka zabývající se výživou rostlin, jak v polních podmínkách, tak i v podmínkách vytvořených člověkem. Studuje formy živin přijímané rostlinami z půdy, jejich přeměny v půdě a optimální hnojení rostlin kombinací minerálních a statkových hnojiv. Příbuznými vědami jsou anorganická chemie, biochemie, fyziologie rostlin a pedologie.

### Historie výživy rostlin

#### Starověk
Výživa rostlin má dlouhou historii, sahající až do starověku. Už staří Řekové a Římané používali hnojiva, například zvířecí trus, popel nebo vápno, aby zlepšili úrodnost půdy. Římané také pěstovali vikvovité (bobovité)rostliny, které obohacují půdu dusíkem, tehdy ještě netušili proč.

#### Středověk
Ve středověku pokrok v této oblasti stagnoval. Oživení přineslo až 16. a 17. století, kdy vědci jako van Helmont nebo Woodward začali zkoumat růst rostlin pomocí pokusů. V 18. století vznikla teorie o vyčerpávání půdy, tedy že rostliny z ní odebírají živiny, které je třeba doplňovat.

#### Novověk
Zásadní zlom nastal v 19. století díky Justusi von Liebigovi. Vyvrátil představu, že rostliny se živí hlavně humusem a dokázal, že potřebují minerální látky. Formuloval tzv. zákon minima, podle kterého růst rostlin omezuje ten prvek, kterého je v půdě nejméně. Podpořil také vznik průmyslových hnojiv.
Na jeho práci navázali další vědci. V Anglii vznikly dlouhodobé polní pokusy. V Rusku se výživou rostlin zabýval například D. N. Prjanišnikov. V České republice patřili k průkopníkům J. S. Presl, Stoklasa, Duchoň nebo Kolařík, kteří zavedli moderní metody určování potřeby hnojení a zkoumali vliv živin na výnos plodin.

## Agrochemie a ekologie
Od konce 80. let 20. století je agrochemický průmysl ve střední Evropě často kritizován. Vyčítá se mu, že škodí přírodě, porušuje zásady udržitelnosti a prosazuje průmyslové zemědělství i genetické zásahy, například pomocí látek jako DDT. Mnozí odborníci považují dnešní agrochemikálie za neslučitelné s ekologickým zemědělstvím.
Někteří odborníci upozorňují, že správné a přesné používání těchto látek může pomoci zabránit neúrodě a přispět k řešení problému hladu ve světě. Náhlé a úplné opuštění chemických postupů ale zatím není reálné, protože by mohlo vést k výraznému poklesu sklizní. Do budoucna je  cílem najít taková řešení, která omezí škody na lidech, přírodě i životním prostředí.